# La Loge-Pomblin
La Loge-Pomblin é uma comuna francesa na região administrativa de Grande Leste, no departamento de Aube. Estende-se por uma área de 5,22 km². Em 2010 a comuna tinha 68 habitantes (densidade: 13 hab./km²).